# Goniocraspidum pryeri
Goniocraspidum pryeri är en fjärilsart som beskrevs av John Henry Leech 1889. Goniocraspidum pryeri ingår i släktet Goniocraspidum och familjen nattflyn. Inga underarter finns listade i Catalogue of Life.